# Waleed Zuaiter
Waleed F. Zuaiter (nacido el 19 de enero de 1971) es un actor y productor estadounidense de origen palestino que ha actuado en producciones en Washington, Berkeley y Nueva York, así como en varias película y telefilmes. Actualmente vive en Los Ángeles, California. Es el productor y uno de los protagonistas de Omar (2013), que estuvo nominada para los Óscar en su 86.ª edición en la categoría de Mejor Película de Habla No Inglesa.

## Vida personal
Zuaiter, estadounidense con ascendencia palestina, nació en Sacramento, California, pero se crio desde los 5 hasta los 19 años en Kuwait, haciendo frecuentes viajes por Oriente Medio, Europa y Estados Unidos. Experimentó de primera mano la invasión iraquí de Kuwait, ya que residía en dicho país cuando tuvo lugar, y tras un mes bajo ocupación iraquí consiguió huir del país en coche y llegar a Jordania. Habla fluidamente el inglés y el árabe y, de hecho, ha trabajado como profesor de dialectos para actores como John Turturro o Emmanuelle Chriqui. Regresó a los Estados Unidos para obtener su licenciatura en Filosofía y Teatro en la Universidad George Washington, en Washington D. C.

## Carrera profesional
Comenzó su carrera como actor en una serie de teatros de la propia Washington D. C., antes de mudarse a la ciudad deNueva York en 2001. Aunque poco antes de iniciar su etapa de Nueva York ya había participado en Homebody/Kabul de Tony Kushner en Berkeley, su debut neoyorquino llegó con Dieciséis Heridos de Eliam Kraiem, a la que siguieron Guantánamoː Honor Bound to Defend Freedom, de Victoria Brittain y Gillian Slovo, catalogada por The Washington Post como "una de las diez mejores obras de teatro de 2004". Tras esta interpretación, apareció en Stuff Happens, del ganador de un premio Tony Daniel Sullivan. A esto le siguió la adaptación de la obra de Bertolt Brecht Madre Coraje en el Teatro Público del Festival de Shakespeare de Nueva York, junto con Meryl Streep y Kevin Kline.
Su primer papel protagonista le llegaría con El Piloto Estadounidense, de David Greig, representó el papel de un ex-traductor iraquí para el ejército de EE. UU. Tras esto, viajó a Túnez para grabar la miniserie de BBC y HBO House of Saddam, ganadora de un premio Emmy, en la que interpretó al mejor amigo de Sadam Huseín. A su vuelta a Estados Unidos protagonizó Masked, de Ilan Hatsor, en la que aparecía como el mayor de tres hermanos palestinos durante la Primera Intifada. A esta aparición le seguiría otra en Betrayed, en la que interpretaba a un ex-traductor iraquí que había trabajado para el ejército estadounidense. La obra tuvo un gran éxito de crítica y se decidió llevarla a Los Ángeles tras haber sido representada en el Kennedy Center, en una iniciativa especial en apoyo de los refugiados iraquíes que fue presentada por Matt Dillon y Sarah Jessica Parker. Compaginó su actuación en Betrayed con otra en las obras de un solo acto Fever Chart.
En cuanto a sus producciones para el cine y la televisión, cabe destacar Sex and the City 2 y The Men Who Stare at Goats, en la que compartió reparto con Ewan McGregor y George Clooney. También apareció en 2007 en un piloto de M-O-N-Y, una película de NBCUniversal escrita por Tom Fontana y Barry Levinson, dirigida por Spike Lee y protagonizada por Bobby Cannavale. Junto a Cannavale apareció también el hijo de Waleed, Laith Zuaiter. En 2011 terminó la grabación del thriller de suspense Elevator, dirigido por Stig Svendsen, en el que asume el papel de un hombre atrapado en un ascensor de Wall Street con varias personas, una de las cuales lleva una bomba. En 2013, Waleed produjo y coprotagonizó Omar, un thriller escrito y dirigido Hany Abu-Assad (Paradise Now) en el que interpretaba a un agente del Shin Bet israelí en la Cisjordania ocupada. La película fue nominada a Mejor Película de Habla No Inglesa en la 86.ª Gala de los Óscar. También ganó el Premio del Jurado en la sección Un Certain Regard del Festival de Cannes y el premio a la Mejor Película en los Premios Asia-Pacífico de 2013. Desde entonces se han sucedido sus apariciones en series de televisión y películas, entre las que destacan Objetivoː Londres, en la que interpretaba a Kamran Barkawi, el hijo de Aamir Barkawi y segundo al mando de un ataque terrorista, 20th Century Women o Namour en el caso de las películas, o Madam Secretary, Masters of Sex, Legends o The Blacklist en cuanto a las series. Para octubre de 2017 se espera el estreno de The Mountain Between Us, la próxima película de Hany Abu-Assad, en la que compartirá reparto con Idris Elba y Kate Winslet.

## Filmografía
| Año  | Título original                           | Títulos en español                                                                    | Categoría      |
| ---- | ----------------------------------------- | ------------------------------------------------------------------------------------- | -------------- |
|      | Homebody/Kabul                            |                                                                                       | Obra de teatro |
| 2001 | Sixteen Wounded                           | Dieciséis heridos                                                                     | Obra de teatro |
| 2004 | Guantánamoː Honor Bound to Defend Freedom |                                                                                       | Obra de teatro |
| 2006 | Stuff Happens                             |                                                                                       | Obra de teatro |
| 2006 | Mother Courage                            | Madre Coraje                                                                          | Obra de teatro |
| 2006 | The American Pilot                        | El piloto estadounidense                                                              | Obra de teatro |
| 2007 | M-O-N-Y                                   |                                                                                       | Película       |
| 2007 | Numb3rs [3]                               | Núm3r0s                                                                               | Serie de TV    |
| 2008 | House of Saddam                           |                                                                                       | Serie de TV    |
| 2008 | Masked                                    |                                                                                       | Obra de teatro |
| 2008 | Betrayed                                  |                                                                                       | Obra de teatro |
| 2008 | Fever Chart                               |                                                                                       | Obra de teatro |
| 2009 | The Men Who Stare At Goats                | Los hombres que miraban fijamente a las cabras / Hombres de mentes / Hombres de mente | Película       |
| 2010 | Sex and the City 2 [2]                    | Sexo en Nueva York 2                                                                  | Película       |
| 2010 | NCISː Los Ángeles                         |                                                                                       | Serie de TV    |
| 2011 | Elevator                                  |                                                                                       | Película       |
| 2011 | The Good Wife [3]                         | La esposa ejemplar                                                                    | Serie de TV    |
| 2011 | Homeland                                  | Prisionero de guerra                                                                  | Serie de TV    |
| 2013 | Omar [8]                                  | Omar                                                                                  | Película       |
| 2014 | Legends                                   |                                                                                       | Serie de TV    |
| 2014 | The Blacklist                             |                                                                                       | Serie de TV    |
| 2015 | Masters of Sex [3]                        |                                                                                       | Serie de TV    |
| 2016 | London Has Fallen [8]                     | Objetivoː Londres                                                                     | Película       |
| 2016 | 20th Century Women [8]                    | Las mujeres del vigésimo siglo                                                        | Película       |
| 2016 | Good Behavior                             | Buena conducta                                                                        | Serie de TV    |
| 2016 | Namour                                    | Namour                                                                                | Película       |
| 2016 | Madam Secretary                           |                                                                                       | Serie de TV    |